# David Pelletier
Pour les articles homonymes, voir Pelletier.
 (janvier 2013).
Si vous disposez d'ouvrages ou d'articles de référence ou si vous connaissez des sites web de qualité traitant du thème abordé ici, merci de compléter l'article en donnant les références utiles à sa vérifiabilité et en les liant à la section « Notes et références ».
David Pelletier (22 novembre 1974 à Sayabec, Québec - ) est un patineur artistique québécois. Sa partenaire Jamie Salé et lui sont les champions olympiques en couple des Jeux olympiques d'hiver de 2002.

## Biographie

### Ses débuts
David Pelletier commence à patiner à 3 ans. Les premiers pas sur la glace de David sont plutôt difficiles. Sa mère tient absolument à ce que son garçon patine, tandis que lui, il est plutôt intéressé par le hockey. C'est lors des Jeux olympiques de Calgary que le déclic se fait véritablement et il commence à s'entraîner de façon plus sérieuse. Il combine les deux carrières et y excelle jusqu'au début de son adolescence, où il doit faire un choix. David opte pour le patinage, surtout pour les possibilités de voyage dans le Québec, qui sont plus grandes qu'avec le hockey. Sayabec est dans la vallée de La Matapédia, loin des grands centres. À l'âge de 13 ans, David déménage à Rimouski pour pouvoir s'entraîner plus sérieusement avant de déménager à Montréal.
David a compétitionné en couple et en simple au niveau national pendant de nombreuses années. Au niveau  Junior, il a remporté une médaille d'argent en 1993 et une médaille de bronze en 1994.
Par contre, c'est aux championnats du Canada de 1995 qu'il surprend énormément. David en est alors à ses premiers championnats canadiens de niveau sénior et il vient de remporter une médaille d'argent en couple. Il est assuré d'aller aux Championnats du monde dans cette catégorie. Après le programme court chez les simple messieurs, David est provisoirement deuxième et il fait face à la possibilité de représenter le pays dans deux disciplines différentes. Malheureusement, un programme libre émaillé de quelques erreurs et un triple Axel peu constant le relègue en quatrième place. Malgré tout, David est plus que satisfait de son résultat mais il a dû se résigner à faire un choix entre les deux  disciplines. À la suite de ces championnats nationaux, David décide de concentrer ses efforts en couple.

### Carrière sportive en couple

#### Les premières partenaires
La première partenaire de David est Julie Laporte. Ensemble, ils ont remporté le championnat canadien de niveau novice en 1992 ainsi que de niveau junior l'année suivante. Ils participent aux Championnats du Monde Junior en 1992, où ils obtiennent la septième place. Malgré les bons résultats avec Julie, David rompt leur association pour faire équipe avec Allison Gaylor.
David et sa nouvelle partenaire, Allison Gaylor, s'entraînent à Boucherville, (Québec) où ils ont l'occasion de travailler avec Lloyd Eisler et Isabelle Brasseur. Lors des championnats du Canada de 1995, David et Allison patinent un programme libre presque parfait. Ils remportent la médaille d'argent et, par la même occasion, leur laissez-passer pour les Championnats du monde de Birmingham (Angleterre). Leur résultat impressionne encore plus, étant donné que David a aussi récolté une quatrième place en simple messieurs à ces mêmes championnats. Aux championnats du monde, David et Allison terminent au 15e rang. À la saison suivante, ils font face à plusieurs problèmes dont une blessure au genou pour Allison. Les championnats du Canada 1996 ne se passent pas aussi bien que ceux de l'année précédente et ils terminent cinquième. Peu de temps après les championnats canadiens de 1997, où ils se sont classés sixième, David et Allison mettent fin à leur partenariat.
David retrouve rapidement une nouvelle partenaire en la personne de Caroline Roy, âgée seulement de 15 ans. Leur association est quelque peu bizarre étant donné la différence d'âge entre David et elle, mais en plus Caroline n'est pas une patineuse en couple. En un an et demi, Caroline a tout appris les éléments requis pour le patinage en couple et le couple a pu se qualifier pour les championnats du Canada en 1998. Une semaine avant la compétition, sa première partenaire Julie Laporte est décédée dans un accident de voiture. Étrangement, les championnats du Canada ont lieu au même endroit où David et Julie ont remporté leur titre national junior. David et Caroline se sont classés sixième malgré une bonne performance. Malheureux et frustré, David rompt son association avec Caroline et décide de prendre un temps de recul avant de repartir à la recherche d'une nouvelle partenaire.

#### Jamie Salé
David Pelletier et Jamie Salé avaient déjà fait un essai en 1996, et ils avaient décidé par la suite de ne pas devenir partenaires.
Au printemps 1998, après s'être accordé un temps de pause loin du patinage, David contacte l'entraineur Richard Gauthier pour l'aider dans sa recherche d'une nouvelle partenaire. C'est d'ailleurs Richard qui a suggéré de faire un nouvel essai avec Jamie Salé, car il est persuadé qu'elle est la partenaire idéale pour David. Richard et David vont à Edmonton pour faire un essai avec Jamie, qui se passe à merveille. Jamie déménage à Montréal et la nouvelle équipe s'entraine à Saint-Léonard avec Richard Gauthier. Le couple fait ses débuts en compétition internationale à Skate Canada en novembre 1998, où ils remportent une médaille de bronze. L'Association canadienne de patinage artistique leur offre, par la suite, d'aller à la compétition du Trophée NHK. Ils font face pour la première fois aux actuels champions du monde, Elena Berezhnaya et Anton Sikharudlidze, qui deviendront leur plus grand rivaux. David et Jamie remportent une nouvelle médaille de bronze. Lors des championnats du Canada de 1999, ils terminent deuxièmes et obtiennent leur laissez-passer pour les championnats du monde de Helsinki. Malheureusement, David éprouve des problèmes de dos qui se révèlent être une hernie discale. Le couple doit se retirer de la compétition des quatre continents ainsi que des championnats du monde.
Pour monter des nouveaux programmes pour la prochaine saison, Richard Gauthier engage la chorégraphe Lori Nichol. Elle leur a offert un programme long sur la musique du film A Love Story, qui deviendra probablement le programme le plus connu du couple. Ils connaissent encore une fois, beaucoup de succès au Grand Prix ISU, où ils remportent l'or et l'argent. Ils participent, pour la première fois, à la Finale du Grand Prix ISU. En 2000, ils remportent leur premier titre de champions du Canada et quelques semaines plus tard, ils gagnent la compétition des quatre continents. Ils débutent en force lors des championnats du monde à Nice, leurs premiers ensemble. Ils se classent troisième après le programme court. Durant le programme long, Jamie commet quelques erreurs qui les font glisser à la quatrième place.
Durant la saison 2000-2001, David et Jamie ont pratiquement remporté toutes les compétitions auxquelles ils participent, excepté le Trophée de France où ils récoltent une médaille d'argent. La consécration mondiale arrive en 2001 durant les championnats du monde à Vancouver. Avec leur programme long sur la musique de "Tristan et Iseult", David et Jamie réussissent à passer de la troisième à la première place et deviennent champions du monde dans leur pays.
La saison suivante en est une importante, puisque c'est une saison olympique. À l'été 2001, David et Jamie quittent leur entraineur Richard Gauthier et déménagent à Edmonton pour être sous la tutelle de Jan Ullmark, qui était l'ancien entraîneur de Jamie durant sa carrière en simple. Encore une fois, David et Jamie ont une saison de rêve durant le Grand Prix ISU en remportant toutes les compétitions auxquelles ils sont inscrits en plus de la Finale. Ils ont également remporté aisément le titre national, malgré quelques problèmes durant l'exécution de leur programme long. Pour les Jeux olympiques de 2002, David et Jamie décident de laisser tomber leur programme long, appelé "L'Orchidée", pour revenir au programme "A Love Story". Classé deuxième après le programme court, David et Jamie offrent un programme sans-faute. À la surprise générale, ils terminent deuxième derrière Berejnaïa/Sikharulidze... 4 juges donnaient la première place à Salé/Pelletier contre 5 pour Berejnaïa/Sikharulidze. Ce résultat a fait éclater le scandale des Jeux olympiques. Quelques jours après la finale des couples, Salé/Pelletier reçoivent la médaille d'or au cours d'une cérémonie spéciale. La controverse de Salt Lake City leur a apporté une popularité sans précédent. David et Jamie décident de passer dans les rangs professionnels peu de temps après les Jeux olympiques.

### Reconversion
David Pelletier et Jamie Salé ont passé dans les rangs professionnels peu de temps après les Jeux olympiques de 2002. En 2008, le couple habite Edmonton, Alberta et sont les têtes d'affiche de la tournée nord-américaine de la troupe Stars on Ice.
Devenu un véritable couple hors de la glace depuis la saison 1999/2000, ils se sont mariés le 30 décembre 2005.
Durant les Jeux olympiques de Turin, ils ont été commentateurs pour l'émission Olympic Ice à la télévision américaine.
Jamie et David ont accueilli leur premier enfant, un garçon nommé Jesse, le 30 septembre 2007.
En 2010 David Pelletier et Jamie Salé décident de divorcer. En 2012 Salé, marie l'ancien joueur de hockey Craig Simpson.
En 2013, il intègre la distribution du spectacle musical Skatemania au côté de Nadja, Marc Dupré, Mario Pelchat, Joannie Rochette et Jamie Salé entre autres. Cette production mêle chant, danse, théâtre, cirque et patinage artistique sur les titres de comédies musicales.

## Palmarès
Avec quatre partenaires :
- Julie Laporte (2 saisons : 1991-1993)
- Allison Gaylor (4 saisons : 1993-1997)
- Caroline Roy (1 saison : 1997-1998)
- Jamie Salé  (4 saisons : 1998-2002)

| Compétition                   | 1992    | 1993    |  | 1994    | 1995    | 1996    | 1997    |  | 1998    |  | 1999    | 2000    | 2001    | 2002    |  |
| Jeux olympiques d'hiver       |         |         |  |         |         |         |         |  |         |  |         |         |         | 1er     |  |
| Championnats du monde         |         |         |  |         | 15e     |         |         |  |         |  |         | 4e      | 1er     |         |  |
| Quatre continents             |         |         |  |         |         |         |         |  |         |  |         | 1er     | 1er     |         |  |
| Championnats du Canada        |         |         |  | 8e      | 2e      | 5e      | 6e      |  | 6e      |  | 2e      | 1er     | 1er     | 1er     |  |
| Championnats du monde juniors | 5e      | 7e      |  |         |         |         |         |  |         |  |         |         |         |         |  |
|                               |         |         |  |         |         |         |         |  |         |  |         |         |         |         |  |
| Grand Prix ISU                | 1991/92 | 1992/93 |  | 1993/94 | 1994/95 | 1995/96 | 1996/97 |  | 1997/98 |  | 1998/99 | 1999/00 | 2000/01 | 2001/02 |  |
| Finale du Grand Prix          |         |         |  |         |         |         |         |  |         |  |         | 5e      | 1er     | 1er     |  |
| Skate America                 |         |         |  |         |         |         |         |  |         |  |         | 1er     | 1er     | 1er     |  |
| Skate Canada                  |         |         |  |         |         |         |         |  |         |  | 3e      |         | 1er     | 1er     |  |
| Coupe d'Allemagne             |         |         |  |         |         | 12e     |         |  |         |  |         | 2e      |         |         |  |
| Trophée de France             |         |         |  |         |         |         |         |  |         |  |         |         | 2e      |         |  |
| Coupe de Russie               |         |         |  |         |         |         |         |  |         |  |         | F       |         |         |  |
| Trophée NHK                   |         |         |  |         |         |         |         |  |         |  | 3e      |         |         |         |  |
| Légende : F = Forfait         |         |         |  |         |         |         |         |  |         |  |         |         |         |         |  |